# Église luthérienne de Courbevoie
L'église luthérienne de Courbevoie est un lieu de culte situé 14 rue Kilford à Courbevoie, dans les Hauts-de-Seine. La paroisse est membre de l'Église protestante unie de France.

## Histoire

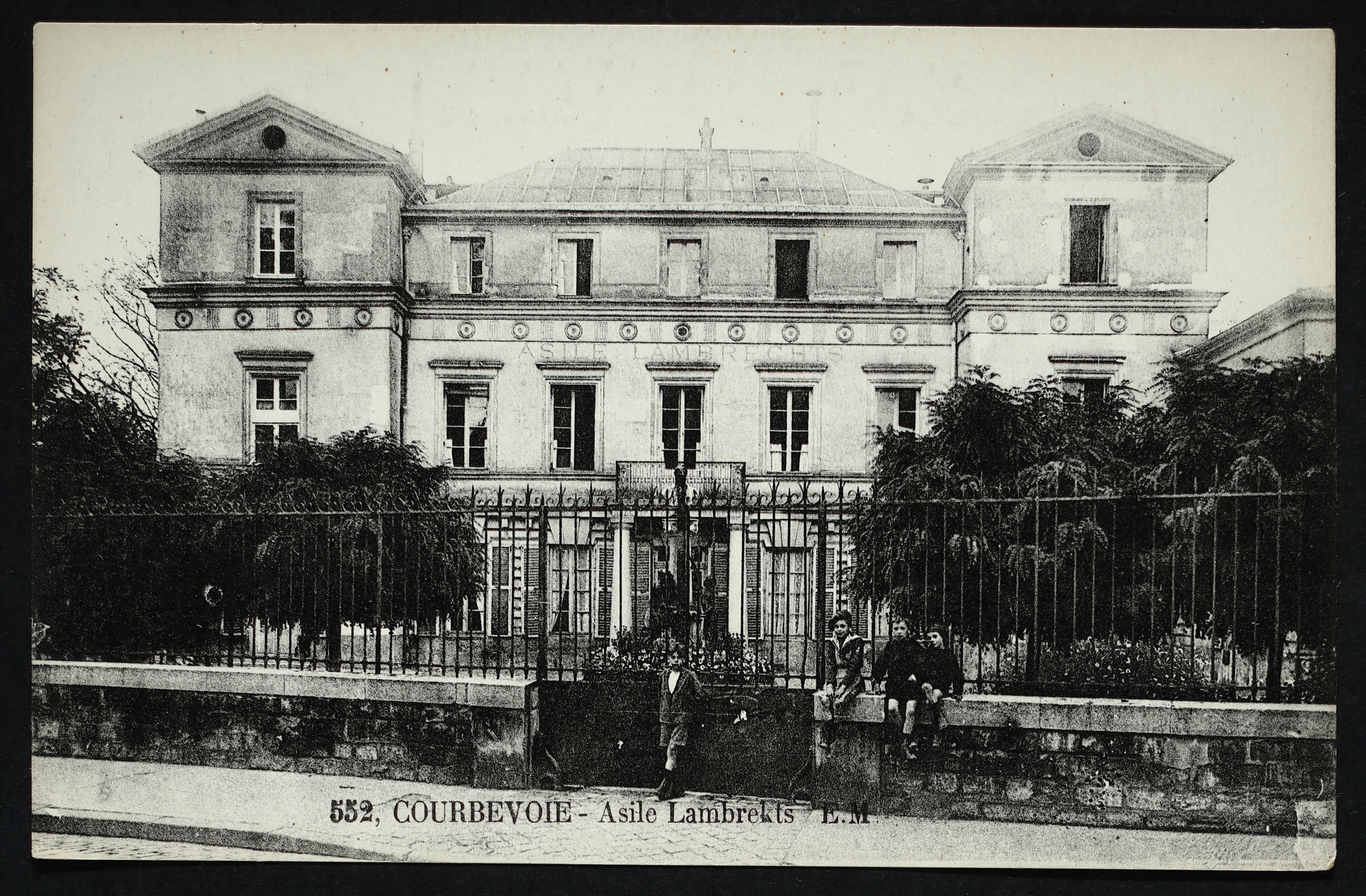
Asile Lambrekts vers 1900, aménagé pour les aveugles protestants dans l'ancien château des colonnes.

En 1825, le comte Charles Lambrechts, ancien ministre de la justice pendant la Révolution française, lègue par testament 2 000 francs à l'Institut de France pour décerner un prix à un discours sur la liberté de cultes. Le prix, finalement décerné par la Société de la morale chrétienne, est remporté par le théologien protestant suisse Alexandre Vinet en 1826. Sur recommandation du pasteur Georges-David-Frédéric Boissard (1783-1836), le comte lègue également une rente de 12 000 francs pour la fondation d'un hôpital destiné aux aveugles protestants dans sa propriété de Courbevoie, le château des colonnes élevé en 1797. Les aveugles protestants étaient à cette époque refusés à l'hôpital des Quinze-Vingts.  En 1843, l’architecte luthérien Victor Baltard transforme le château et l'aménage en asile pour vieillards et enfants indigents. Dans les propriétés voisines sont construites deux écoles primaires et en 1846 une École normale protestante (les bâtiments deviendront en 1933 le lycée Paul-Lapie), et le temple. 
Le château est détruit en 1935 et sur son terrain est construit le cynodrome de Courbevoie. Le quartier en rasé en 1943 par un bombardement Alliés de la Seconde guerre mondiale, et le stade devient l'espace sportif Jean-Pierre Rives et l'espace Carpeaux.
Le temple est reconstruit entre 1947 et 1949, sur les plans de l'architecte Philippe Verrey et de son père Aloïs, dont c'est la première réalisation. Dans les hauts-de-Seine, il construit plus tard l'église luthérienne Saint-Marc à Massy (1963), et du temple protestant de La Rencontre à Paris (1965) et le temple protestant de Rueil-Malmaison (1969). L'église est inaugurée le dimanche 11 octobre 1953. 

## Architecture
L'édifice est à plan rectangulaire, élevé en béton et couvert d’une toiture de tuiles. La façade présente un porche à trois arcades en ogive. Un clocher à plan carré se dresse à droite , couronné d’une flèche en maçonnerie. Au fronton du temple se trouvent des bas-reliefs en pierre symbolisant les quatre Évangélistes (le Tétramorphe)  : l’aigle de Jean, l’ange de Matthieu, le lion de Marc et le taureau de Luc.
À l’intérieur, la nef est couverte d’une voûte en bois qui forme un motif de résille. Le vitrail non-figuratif est en verre jaune.